# Matthias Fahrig
Matthias Fahrig (Lutherstadt Wittenberg, Alemania, 15 de diciembre de 1985) es un gimnasta artístico alemán, medallista de bronce mundial en 2010.

## 2010
En el Mundial celebrado en Róterdam (Países Bajos) consiguió la medalla de bronce en el concurso por equipos, tras China y Japón, siendo sus compañeros de equipo: Fabian Hambüchen, Thomas Taranu, Philipp Boy, Evgenij Spiridonov y Sebastian Krimmer.
- Wikimedia Commons alberga una categoría multimedia sobre Matthias Fahrig.